# Eupithecia elimata
Eupithecia elimata är en fjärilsart som beskrevs av Karl Dietze 1906. Eupithecia elimata ingår i släktet Eupithecia och familjen mätare. Inga underarter finns listade i Catalogue of Life.